# Царски детски санаториум Трявна
Детската специализирана болница-санаториум „Царица Йоанна“, до 1945 г. Царски детски санаториумъ в Трѣвна, се намира на южния склон на Стара планина, непосредствено над Трявна.

## Болница-санаториум
Отстои на 250 метра от северозападните покрайнини на града. Болницата-санаториум е разположена край пътя към близките села Зеленика (на 50 м след комплекса) и следващото (на още 150 м) Веленци.
Създадена е през 1938 г., когато царица Йоанна Българска дарява своята зестра и поръчва на царския архитект Йордан Севов да проектира и построи в съвременен български национален стил Преванториум за гръдоболни деца в Трявна. Арх. Севов го проектира, като надхвърля най-модерните за онова време германски и швейцарски медицински изисквания с всички болнични помещения, обърнати и остъклени изцяло на юг, с обширни тераси и солариуми, позволяващи да се правят слънчеви бани и аеротерапия.
Официално е открит от царицата в края на 1943 г. Планинският нестуден и кристално свеж въздух с умерена влажност, липсата на мъгли в района и мекия през всички сезони климат, фитонцидите от боровите гори, сред които е разположено лечебното заведение, оказват благоприятно въздействие при възстановяване на болните. В него вече над 70 години и до днес се лекуват безплатно за сметка на държавата и се възстановяват и оздравяват деца от цяла България, пострадали не само от гръдно-дихателни, но и от нервни и други заболявания.

## Галерия-музей
Малко преди санаториума (на 150 м от него и само на 50 м от града) встрани при православния параклис на царския санаториум (наричан Царския параклис), се намира Галерията-музей на възрожденската Тревненска художествена школа (или Музей на иконата, съхраняваща творби на най-изтъкнатите ѝ представители, творили в цялото българско национално землище от Тулча до Беломорието.
Сградата, проектирана също от архитект Йордан Севов, е реставрирана за нуждите на музея през 1983 г. Експозицията е открита през 1984 г. Иконната колекция е организирана и подредена тематично – показани са някои от най-добрите образци на основните тревненски зографски родове, и хронологически – проследени са етапите в развитието на иконописта: от навлизането на този художествен занаят в Трявна в края на XVII в. до оформянето на класическия тип тревненска икона през първата половина на XIX в. и постепенния упадък на школата в края на XIX – началото на XX в. Повече от 200 тревненски иконописци разпространяват това изкуство в над 500 селища в цяла България.
Там са експонирани 160 оригинала тревненски икони от българското Възраждане, чиито автори са тревненски зографи от 6-те талантливи зографски рода, работили през ХVІІ-ХІХ в., от основоположника ѝ в 17. век зографа от тревненски род Витан Карчов, неговите наследници от Витановия зографски род и други известни иконописци от същата школа – зографските родове Даскаловци, Захариевци и Каракънчевци. Иконописци като Витан и Симеон Цонюви, Йоаникий папа-Витанов, Кръстю и Цаню Захариеви, Захария Цанюв, поп Димитър Кънчов, Петър Минюв и много други нареждат Трявна сред най-големите български художествени центрове през Възраждането.